# Sam Vokes
Samuel Michael "Sam" Vokes, född 21 oktober 1989 i Southampton, är en walesisk fotbollsspelare som spelar för Wycombe Wanderers. Han var uttagen i Wales trupp vid fotbolls-EM 2016.

## Karriär
Den 31 januari 2019 värvades Vokes av Stoke City, där han skrev på ett 3,5-årskontrakt. Vokes debuterade den 2 februari 2019 i en 2–0-förlust mot Hull City, där han missade en straff.
Den 28 juli 2021 värvades Vokes av Wycombe Wanderers, där han skrev på ett ettårskontrakt med option på ytterligare ett år. I april 2023 förlängde Vokes sitt kontrakt över säsongen 2023/2024.